# Xorides humeralis
Xorides humeralis är en stekelart som först beskrevs av Thomas Say 1829.  Xorides humeralis ingår i släktet Xorides och familjen brokparasitsteklar. Inga underarter finns listade i Catalogue of Life.